# Esporte ao ar livre

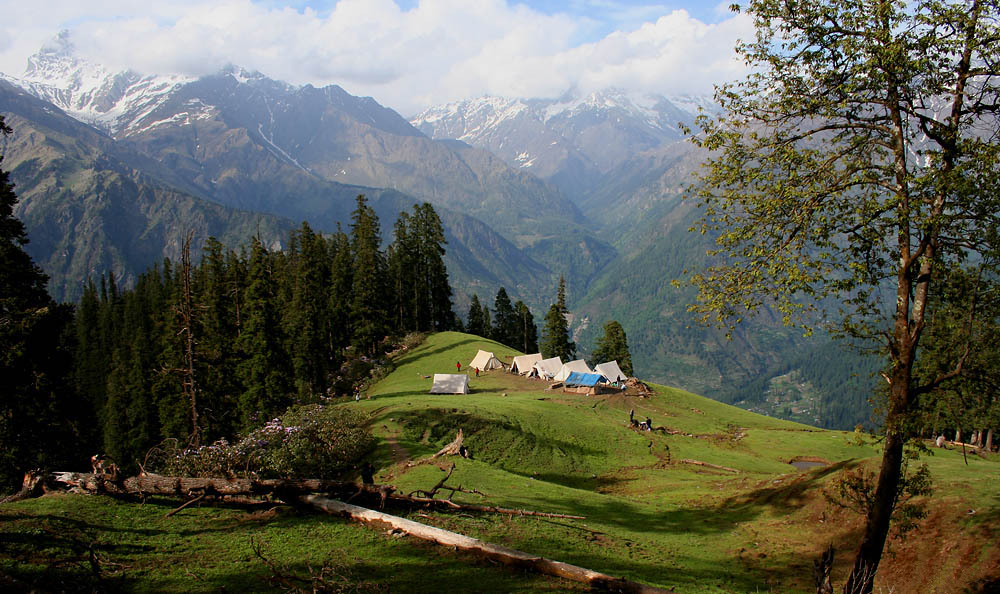
Acampamento no distrito de Kullu, Himachal Pradexe, Índia.

Esporte ao ar livre, recreação ao ar livre ou ainda atividade ao ar livre são termos que se referem à atividades esportivas e/ou de recreação ao ar livre, mais comumente em ambientes naturais. 

## Visão geral
As atividades que envolvem recreação ao ar livre variam de acordo com o ambiente físico em que são realizadas. Essas atividades podem incluir pesca, caça, caminhada, cavalgada, ciclismo entre outros - e podem ser realizadas individual ou coletivamente. A recreação ao ar livre é um conceito amplo que abrange uma gama variada de atividades e ambientes.
A recreação ao ar livre é normalmente buscada para fins de exercício físico, bem-estar geral, renovação espiritual e uma oportunidade de participar da natureza enquanto faz isso. Embora uma grande variedade de atividades recreativas ao ar livre possam ser classificadas como esportes, nem todas elas exigem que o participante seja um atleta. Em vez disso, é a ideia coletivista que está em vanguarda na recreação ao ar livre, uma vez que a recreação ao ar livre não abrange necessariamente o mesmo grau de competitividade ou rivalidade que é personificado em partidas esportivas ou campeonatos. A competição geralmente é menos estressada do que em esportes individuais ou coletivos organizados em times opostos em busca de um troféu ou campeonato. Quando a atividade envolve excitação excepcional, desafio físico ou risco, às vezes é chamada de "recreação de aventura" ou "treinamento de aventura", ao invés de um esporte radical.
Outros exemplos tradicionais de atividades recreativas ao ar livre incluem caminhadas, camping, montanhismo, ciclismo, passeios com cães, canoagem, espeleologia, caiaque, rafting, escalada, corrida, vela, esqui, paraquedismo e surf. À medida que novas atividades, muitas vezes híbridas das anteriores, surgem, elas ganham suas próprias identidades, como coasteering, canyoning, fastpacking e plogging.
Em muitas cidades, áreas recreativas para várias atividades ao ar livre são criadas para a população. Isso inclui reservas naturais, parques, instalações esportivas, mas também áreas com acesso gratuito ao mar, como a área da praia de Venice Beach na Califórnia, a Promenade des Anglais em Nice ou a orla marítima de Barcola em Trieste.

## Objetivos
A recreação ao ar livre inclui uma variedade de atividades das quais os indivíduos podem participar. Embora a maioria das atividades sejam esportes estabelecidos, os indivíduos podem participar sem associação com equipes, competições ou clubes. As atividades incluem canoagem, canyoning, espeleologia, escalada, caminhadas, caminhadas em colinas, caça, caiaque e rafting. Os grupos mais amplos incluem esportes aquáticos, esportes na neve e passeios a cavalo.
A recreação ao ar livre permite que os indivíduos pratiquem atividades físicas enquanto estão ao ar livre. Várias atividades podem ser realizadas individualmente ou em comunidade. Os esportes que são praticados principalmente em ambientes fechados ou outros ambientes, como campos, podem fazer a transição para ambientes externos para fins recreativos e não competitivos. As atividades ao ar livre podem servir tanto como um ambiente físico quanto social. A recreação na natureza oferece oportunidade para que os indivíduos pratiquem, aprimorem e aprendam novas habilidades, testem a resistência e participem de ambientes sociais divertidos.
Atividades ao ar livre também são freqüentemente usadas como meio na educação e formação de equipes.

## Atividades
Esta é uma lista parcial das atividades de recreação ao ar livre.
| Montanha          | Floresta                | Praia e Mar        | Água corrente           | Ar                   | Deserto   | Família            | Cultural e histórico          | Exercício              |
| ----------------- | ----------------------- | ------------------ | ----------------------- | -------------------- | --------- | ------------------ | ----------------------------- | ---------------------- |
| Rapel             | Airsoft                 | Coasteering        | Angling/pesca com mosca | Balonismo            | Disc golf | Fotografia Amadora | Benchmarking (geolocalização) | Fitness trail          |
| Backpacking       | ATV riding              | Clam digging       | Canoagem                | Voo à vela           | Safári    | Parque de diversão | Cultura indígena              | Exercícios ao ar livre |
| Canyoning         | Dirigir um veículo      | Arborismo          | Parasailing             | Canyoning            | Voo       | Parque Safari      | Bungee jumping                | Academia ao ar livre   |
| Espeleísmo        | Observação de aves      | Plogging           | Moto aquática           | Parapente            | Sandboard | Acampamento        | Turismo                       | Detecção de metais     |
| Disc golf         | Acampamento             | Corrida a pé       | Caiaque                 | Parapente motorizado |           | Corn maze          | Turismo                       | Plogging               |
| Escalada no gelo  | Espeleísmo              | Mergulho autônomo  | Rafting                 | Paraquedismo         |           | Disc golf          |                               |                        |
| Mountain biking   | Disc golf               | Esnórquel          | Stand Up Paddle         | Wingsuit             |           | Jardinagem         |                               |                        |
| Alpinismo         | Safári de elefante      | Pesca recreativa   | Esportes aquáticos      |                      |           | Recreação com cães |                               |                        |
| Alpinismo         | Hipismo                 | Natação            | Esqui aquático          |                      |           | Festa ao ar livre  |                               |                        |
| Plogging          | Caça                    | Esportes aquáticos | Rafting                 |                      |           | Piquenique         |                               |                        |
| Escalada de rocha | Coleta de cogumelos     | Windsurf           |                         |                      |           | Plogging           |                               |                        |
| Esqui             | Orientação              |                    |                         |                      |           | Natação            |                               |                        |
| Skyrunning        | Paintball               |                    |                         |                      |           | Tirolesa           |                               |                        |
| Snowboard         | Plogging                |                    |                         |                      |           |                    |                               |                        |
| Caminhada na neve | Arborismo               |                    |                         |                      |           |                    |                               |                        |
| Caminhada         | Safári de vida selvagem |                    |                         |                      |           |                    |                               |                        |

## Friluftsliv na Noruega
Friluftsliv (em norueguês: "vida ao ar livre") é uma filosofia/hábito de vida escandinavo que foi popularizada na década de 1850 pelo dramaturgo e poeta norueguês Henrik Ibsen no poema "På Viddene". Ibsen cunhou a expressão para descrever a importância de se passar um tempo em lugares remotos para o bem-estar físico e espiritual.
Como o nome indica, refere-se à atividade que ocorre ao ar livre, mas sem regras compartilhadas sobre como deve ser realizada, com exceção daquelas relativas à segurança para o trânsito e comportamento. Embora uma grande variedade de atividades recreativas ao ar livre possam ser classificadas como esportes, nem todas exigem que um participante seja um atleta. Em vez disso, é a ideia coletivista que está à frente na recreação ao ar livre, pois a recreação ao ar livre não abrange necessariamente o mesmo grau de competitividade ou rivalidade que é incorporada em partidas esportivas ou campeonatos.
O conceito ganhou notoriedade fora da escandinávia por ser uma das explicações para a invejável classificação da Noruega entre os países mais felizes do mundo, conforme o Relatório Mundial de Felicidade 2020 da ONU.
Em um Relatório de 2001 ao Stortinget, a Assembleia Nacional norueguesa definiu o conceito de Friluftsliv da seguinte forma: "Friluftsliv é a estadia ao ar livre e a atividade física realizada em seu tempo livre com foco nas mudanças climáticas e na experiência da natureza".
Acredita-se que foi o escritor norueguês Henrik Ibsen quem usou pela primeira vez a palavra Friluftsliv no poema "På Viddene" de 1859, que narra a jornada de um ano de um fazendeiro por um deserto. No final do poema, o protagonista abandona definitivamente a civilização.
O cientista Fridtjof Nansen é considerado aquele que incutiu o conceito de Friluftsliv na consciência norueguesa. Com sua vida dedicada à descoberta e exploração na natureza, tornou-se um importante modelo e antecipatório. Ele resumiu muitos de seus pensamentos ao ar livre em seu discurso,"Friluftsliv" de 1921.
Atualmente, o "Friluftsliv" está profundamente enraizado na tradição do país. A definição oficial de "Friluftsliv" é a mesma que é usada pela administração pública norueguesa para a alocação de recursos para jogos e operação ao ar livre. Fora do significado compartilhado da vida ao ar livre, eles também estão incluídos no termo: tráfego motorizado no campo aberto e em hidrovias, esporte (incluindo esporte organizado) e outras atividades competitivas e de performance realizadas em jardins, parques e áreas urbanas.
No entanto, uma definição clara do conceito friluftsliv ainda não foi estabelecida: os limites do significado permanecem fluidos e, por vezes, controversos, baseados no conteúdo conceitual positivo do "ao ar livre". O conceito está profundamente enraizado na consciência dos noruegueses e há muitas opiniões diferentes sobre quais atividades devem ser incluídas; muitos esportistas gostariam de restringir ou expandir esse conceito em direções diferentes. Por exemplo, tem havido um debate acalorado sobre atividades motorizadas, então muitos atletas gostariam de incluir o turismo de snowmobile no período.

## Impacto na saúde
Um número crescente de estudos epidemiológicos indica que o aumento da exposição ou contato com o ambiente natural (como parques, bosques e praias) está geralmente associado a uma melhor saúde e maior bem-estar, pelo menos em sociedades com alta renda e grande urbanização. Viver em áreas urbanas mais verdes, de fato, diminui as chances de desenvolver doenças cardiovasculares, obesidade, diabetes, o risco de internação por asma e o aparecimento de doenças mentais.
Muito por conta disso, o governo norueguês dá incentivos fiscais a empresas que apoiam o  "Friluftsliv", e elas o fazem  principalmente na flexibilidade de horários, para que os funcionários possam optar por aproveitar parte do dia para o lazer.